# Tvärvattnet
Tvärvattnet är en sjö i Årjängs kommun i Värmland och ingår i Göta älvs huvudavrinningsområde. Sjön är 21 meter djup, har en yta på 0,464 kvadratkilometer och befinner sig 184,4 meter över havet.

## Delavrinningsområde
Tvärvattnet ingår i det delavrinningsområde (659506-128945) som SMHI kallar för Mynnar i Silbodalsälven. Medelhöjden är 187 meter över havet och ytan är 8,65 kvadratkilometer. Det finns inga avrinningsområden uppströms utan avrinningsområdet är högsta punkten. Vattendraget som avvattnar avrinningsområdet har biflödesordning 5, vilket innebär att vattnet flödar genom totalt 5 vattendrag innan det når havet efter 248 kilometer. Avrinningsområdet består mestadels av skog (79 procent). Avrinningsområdet har 0,46 kvadratkilometer vattenytor vilket ger det en sjöprocent på 5,3 procent.